# تیو

تیو شهری در شهرستان سیگله در استان بولکیمده در بورکینافاسوی غربی مرکزی است جمعیت آن ۱۴۳۲ نفر است.